# جرانیمو (تگزاس)
جرانیمو (به انگلیسی: Geronimo) یک منطقهٔ مسکونی در ایالات متحده آمریکا است که در شهرستان گودالوپ، تگزاس واقع شده‌است. جرانیمو ۲۱٫۱ کیلومتر مربع مساحت و ۱٬۰۳۲ نفر جمعیت دارد و ۱۷۷ متر بالاتر از سطح دریا واقع شده‌است.